# Тім Маннінгс
Тімоті Александер Маннінгс (англ. Timothy Alexander Munnings; нар. 22 червня 1966) — багамський легкоатлет, який спеціалізувався в бігу на короткі дистанції.

## Спортивні досягнення
Бронзовий олімпійський призер з естафетного бігу 4×400 метрів (2000, виступав у забігу). Фіналіст (7-е місце) з естафетного бігу 4×400 метрів на Олімпіаді-1996.
Чемпіон світу з естафетного бігу 4×400 метрів (2001). Фіналіст (6-е місце) змагань з естафетного бігу 4×400 метрів на чемпіонаті світу (1999).
Фіналіст (5-е місце) з естафетного бігу 4×400 метрів на чемпіонаті світу в приміщенні (2004).
Фіналіст (5-е місце) з естафетного бігу 4×400 метрів на Панамериканських іграх (2003).
Бронзовий призер Ігор Співдружності з естафетного бігу 4×400 метрів (2002).